# Lophorrhachia rhathyma
Lophorrhachia rhathyma är en fjärilsart som beskrevs av Louis Beethoven Prout 1938. Lophorrhachia rhathyma ingår i släktet Lophorrhachia och familjen mätare. Inga underarter finns listade i Catalogue of Life.